# Stephanopini
Stephanopini Simon, 1886 è una tribù di ragni appartenente alla famiglia Thomisidae.

## Distribuzione
I 19 generi oggi noti di questa tribù sono diffusi in Asia orientale e sudorientale, in Africa, in America meridionale e centrale, in Australia.

## Tassonomia
A dicembre 2013, gli aracnologi riconoscono 19 generi appartenenti a questa tribù:
1. Angaeus Thorell, 1881 - Cina, Borneo, Vietnam, India, isole Andamane, Singapore, Sumatra
2. Ascurisoma Strand, 1928 - Africa occidentale, Sri Lanka
3. Borboropactus Simon, 1884 - Sudafrica, Cina, Nuova Guinea, Filippine, Giava, Malesia
4. Cebrenninus Simon, 1887 - Sumatra, Giava, Borneo, Filippine, Thailandia, Cina
5. Coenypha Simon, 1895 - Cile
6. Epicadinus Simon, 1895 - Brasile, Messico, Perù, Paraguay, Guyana francese, Bolivia
7. Epicadus Simon, 1895 - Brasile, Costarica, Argentina, Uruguay
8. Epidius Thorell, 1877 - Africa occidentale, Congo, Guinea, Cina, India, Giava, Sumatra, Filippine, Vietnam
9. Geraesta Simon, 1889 - Madagascar, Tanzania
10. Isala L. Koch, 1876 - Australia
11. Isaloides F. O. P.-Cambridge, 1900 - Messico, Panama, Cuba, Hispaniola
12. Onocolus Simon, 1895 - Brasile, Perù, Guyana, Paraguay, Venezuela
13. Pharta Thorell, 1891 - Cina, Myanmar, Malesia, Singapore
14. Pothaeus Thorell, 1895 - Myanmar
15. Prepotelus Simon, 1898 - isole Mauritius, isola Réunion
16. Sidymella Strand, 1942 - Brasile, Nuova Zelanda, Queensland, Australia occidentale, Victoria, Colombia, Argentina, Nuovo Galles del Sud, Uruguay
17. Stephanopis O. P.-Cambridge, 1869 - Brasile, Australia, Nuova Guinea, Cile, Tasmania, Panama, Congo, isole Figi, Nuove Ebridi, Madagascar, Colombia
18. Synalus Simon, 1895 - Nuovo Galles del Sud, Tasmania
19. Tobias Simon, 1895 - Brasile, Bolivia, Perù, Guyana francese, Hispaniola, Panama